# Ukrajna magyar emlékei, látnivalói
Ez a szócikk Ukrajna legfontosabb magyar történelmi emlékeit, valamint a kárpátaljai magyarok kulturális életéhez, művészetéhez, néphagyományaihoz kötődő látnivalókat mutatja be terület és téma szerinti csoportosításban.

## Látnivalók terület szerint

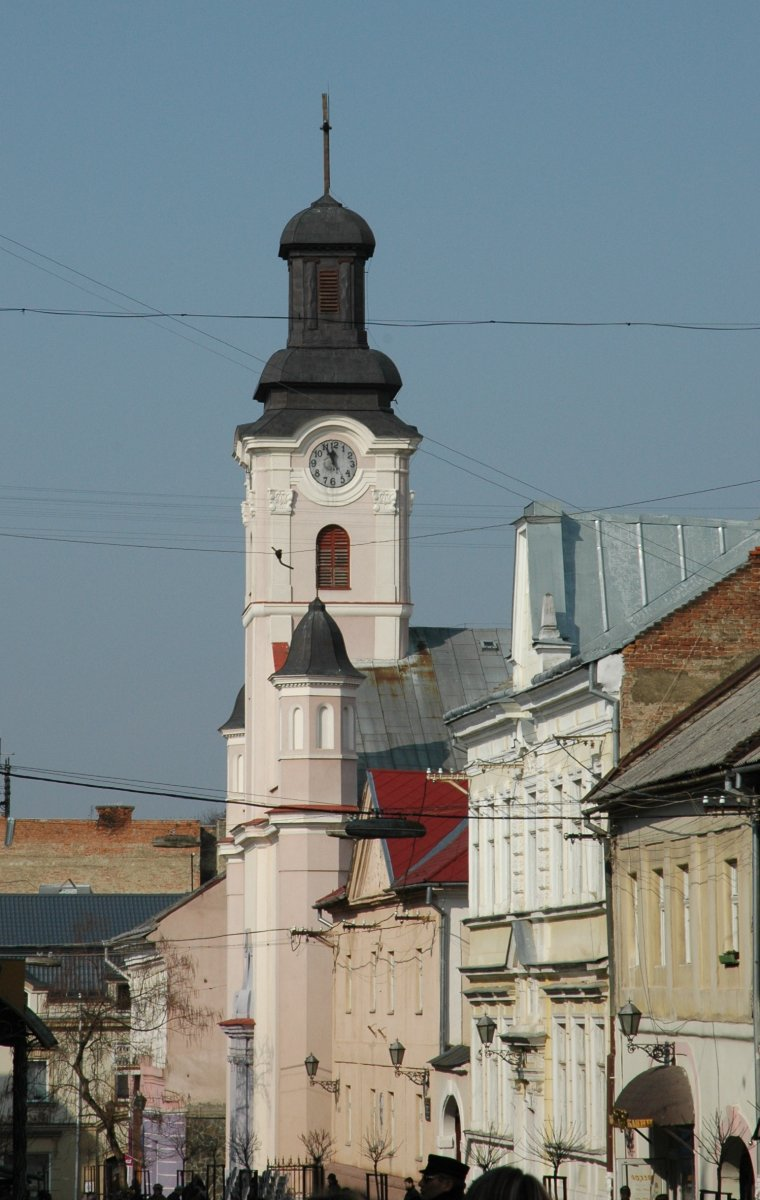
Az ungvári római katolikus templom

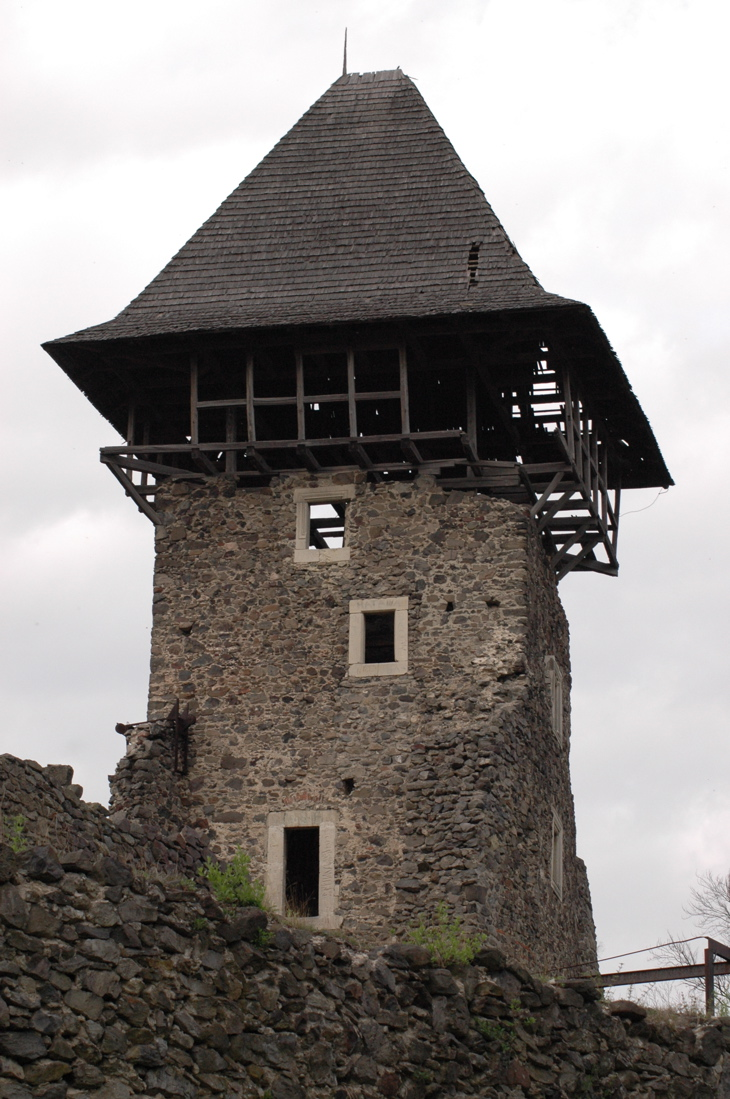
A nevickei vár lakótornya

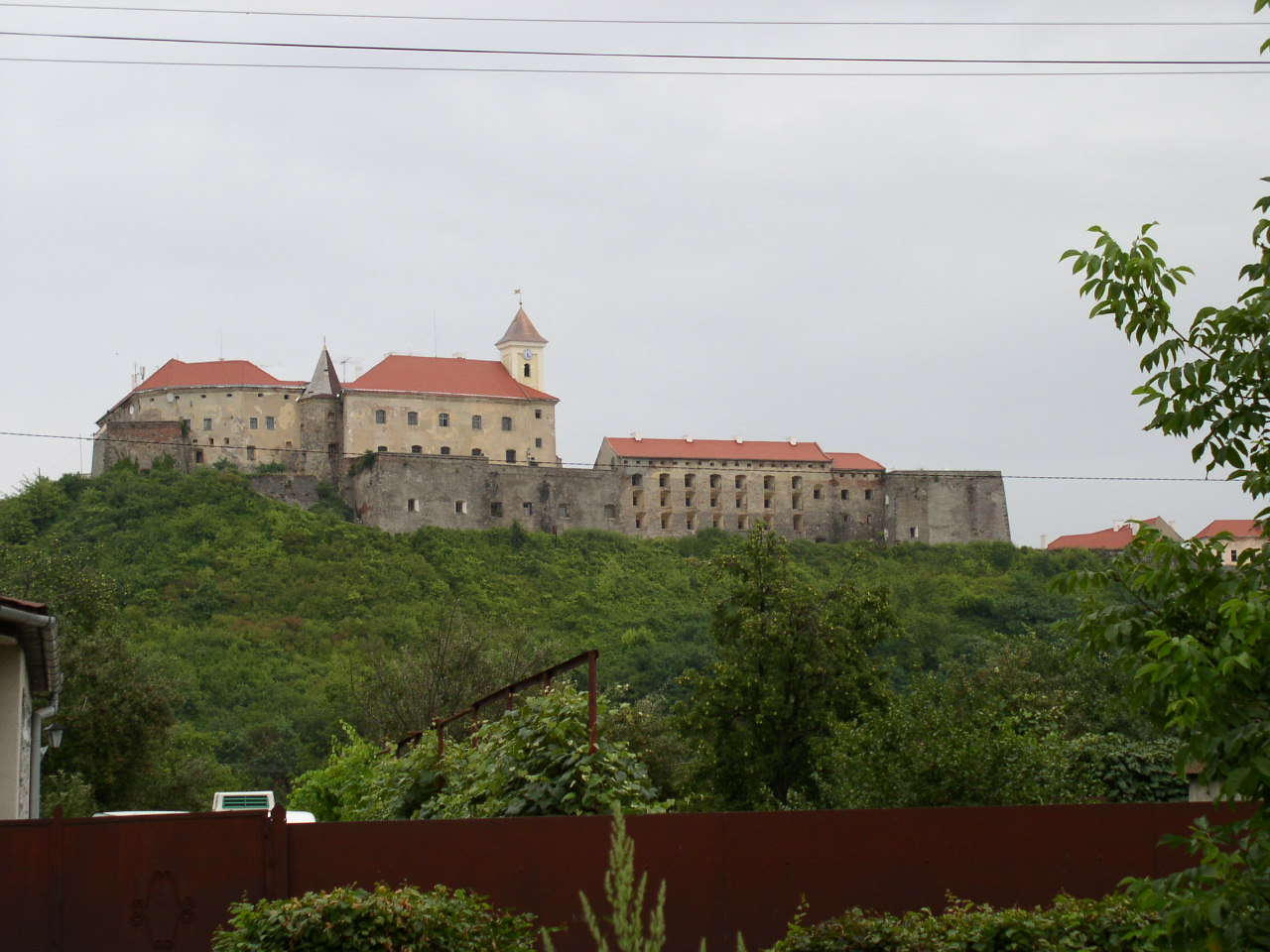
A munkácsi vár

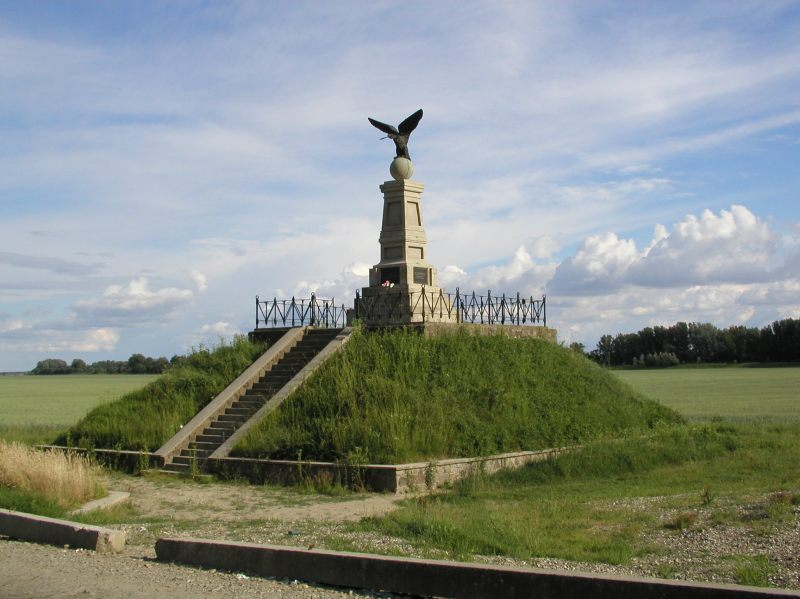
A Tiszaújlak határában álló Turul-emlékmű

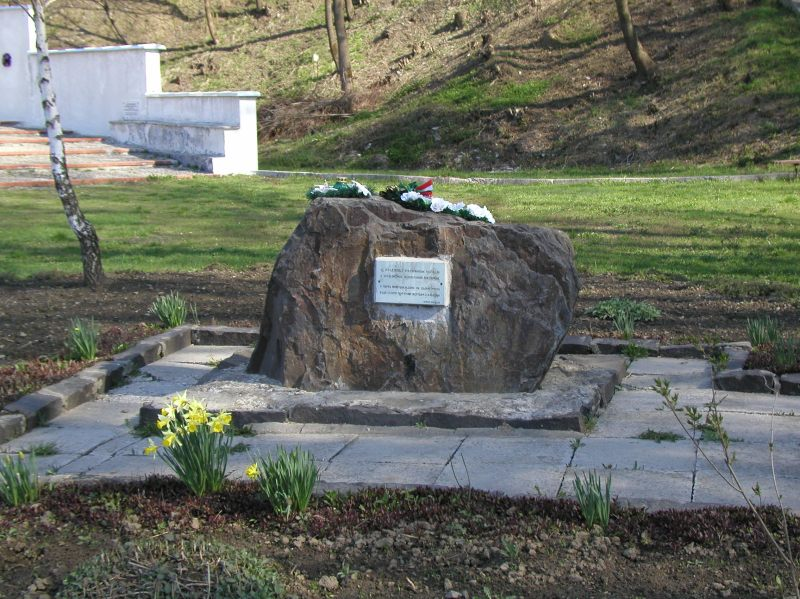
A sztálinizmus áldozatainak emlékműve a szolyvai emlékparkban

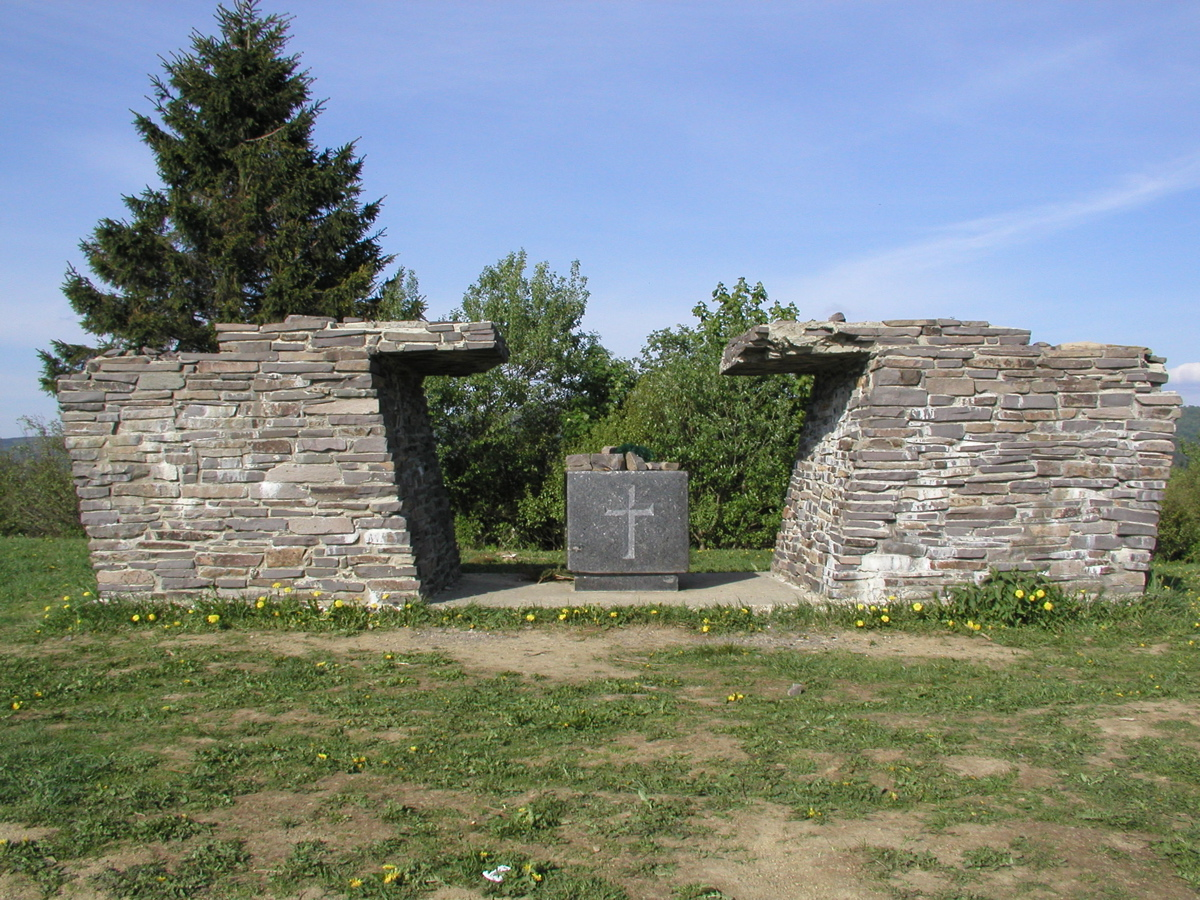
A Millecentenáriumi emlékmű a Vereckei-hágón

### Kárpátalja

#### Kárpátaljai-alföld
Kárpátalja magyar lakossága az alföldi területen él.

##### Ungvári járás
- Ungvár
  - Ungvári vár, benne a Kárpátaljai Helytörténeti Múzeum kiállítása többek között magyar történelmi emlékekkel
  - Vármegyeháza: Boksay József Kárpátaljai Megyei Szépművészeti Múzeum, a festmények között Munkácsy Mihály, Révész Imre, Aba-Novák Vilmos, Mednyánszky László, Rudnay Gyula, Erdélyi Béla (a kárpátaljai festőiskola megalapítója), Boksay József és számos kárpátaljai magyar művész képei.
  - Római katolikus templom
  - Petőfi tér Petőfi Sándor szobrával
  - Gyöngyösi-kastély, Gyöngyösi István barokk költő szülőháza emléktáblával
  - Szabadtéri néprajzi múzeum – benne magyar parasztporta Viskről
  - Nevickei várrom
- Szerednye: szerednyei várrom – a Dobó család birtoka volt, a város nevezetessége a Dobó István által építtetett öt kilométeres borospince-labirintus
- Gerényi körtemplom (13. század eleje, korabeli freskókkal)
- Szalóka: festett kazettás mennyezetű református templom

##### Beregszászi járás
- Beregszász
  - Római katolikus templom (15. század eleje, gótikus stílus)
  - Bethlen-Rákóczi kastély (17. század) – Beregvidéki Múzeum, benne a város magyar emlékei, Rákóczi-korabeli ereklyék, Garanyi József festményei, néprajzi gyűjtemény, Fedák Sári-kiállítás, a kárpátaljai várak története
  - Kárpátaljai Megyei Magyar Drámai Színház
  - Egykori vármegyeháza, egykori törvényszék épülete, úri kaszinó, volt Oroszlán-szálló
  - Szent István, Petőfi Sándor, Illyés Gyula szobrai
  - Bereg Könyvesbolt: a kárpátaljai magyar kiadók könyvei és folyóiratai mellett kárpátaljai magyar népművészek, iparművészek munkái is kaphatóak, szőttesek, kosarak, kerámiák stb.
- Nagybereg: gótikus református templom, népi lakóházak, a falu nevezetessége a házi készítésű beregi szőttes
- Kígyós: 14. századi református templom haranglábbal, a falu szintén híres a beregi szőttesről
- Csetfalva: 14. századi, kazettás mennyezetű gótikus református templom haranglábbal, Széchenyi István és Móricz Zsigmond emléktáblája
- Nagymuzsaly: 14. századi református templom haranglábbal, kismuzsalyi Árpád-kori romtemplom
- Bene: 14. századi gótikus református templom, a falu a beregvidéki falusi vendéglátás központja
- Kovászó: kovászói várrom
- Tiszacsoma: a honfoglalás kori régészeti lelőhelynél történelmi emlékpark honfoglalási emlékművel, Árpád vezér és Szent István szobrával

##### Munkácsi járás
- Munkács
  - Munkácsi vár, a fellegvár Lorántffy-bástyáján Zrínyi Ilona és az ifjú II. Rákóczi Ferenc szobra
  - Reneszánsz Rákóczi-kastély (Fehér-ház) II. Rákóczi Ferenc domborművével
  - Gótikus Szent Mihály-kápolna
  - Szecessziós stílusú városháza
  - Munkácsy Mihály mellszobra egykori szülőháza közelében
  - Őrhegyalja (Podhering) városrész: 1849-es emlékmű
- Beregvár: Schönborn-kastély
- Szentmiklós: reneszánsz Telegdi-Rákóczi-kastély

##### Ilosvai járás
- Dolha: Teleki-várkastély, kuruc emlékoszlop a főtéren

##### Nagyszőlősi járás
- Nagyszőlős
Nagyszőlős magyar vonatkozású látnivalói közé tartozik a gótikus középkori Nagyboldogasszony templom, a barokk stílusú ferences templom, ferences kolostor és Perényi-kastély, valamint a klasszicista református templom. A volt vármegyeháza (ma a magyar tannyelvű Perényi Zsigmond Középiskola) előtt áll Perényi Zsigmondnak, a város szabadságharcos vértanújának szobra, az iskola parkjában pedig Bartók Béla szobra. A város feletti Fekete-hegy sziklateraszán állnak a 13. századi Ugocsavár romjai.
- Királyháza: Nyalábvár
- Tiszaújlak: egykori sóház Esze Tamás emléktáblájával, Turul-emlékmű a Rákóczi-szabadságharc első győztes csatájának emlékére
- Salánk: Rákóczi-emlékpark Szent István, II. Rákóczi Ferenc és Mikes Kelemen szobrával
- Tiszabökény: 14. századi, kazettás mennyezetű gótikus református templom haranglábbal – Farkasfalva településrészben Tiszaháti Tájmúzeum, a kárpátaljai magyarság egyetlen szabadtéri néprajzi múzeuma

##### Huszti járás
- Huszt
  - Református erődtemplom Petrőczy Kata Szidónia sírjával
  - Huszti várrom
- Visk: 14. századi református erődtemplom, tájház,

##### Técsői járás
- Técső
  - Református templom (13. század, 192 kazettával borított famennyezet)
  - Kossuth-szobor, Hollósy Simon szobra
- Aknaszlatina: kopjafaegyüttes és az Árpád-házi szentek szoborcsoportja

#### Északkeleti-Kárpátok

##### Szolyvai járás
- Szolyva
Szolyvai Emlékpark az 1944-ben málenkij robotra elhurcolt kárpátaljai magyar férfiak gyűjtőtábora egyik temetőjének helyén. A táborban a rossz bánásmód, az elégtelen táplálkozás és a járványok miatt több ezer ember halt meg. A magyarság mártírjai jeltelen tömegsírban nyugszanak.

##### Volóci járás
- Vereckei-hágó: millecentenáriumi emlékmű

### Kelet-Ukrajna
- Dnyipro és környéke
  - Az etelközi ősmagyarok emlékei a Dnyiprói Történelmi Múzeumban[2]
  - Történelmi emlékmű kopjafákkal Korobcsino falu mellett egy ősmagyar vezér feltárt sírhelyénél[3]

## Látnivalók téma szerint

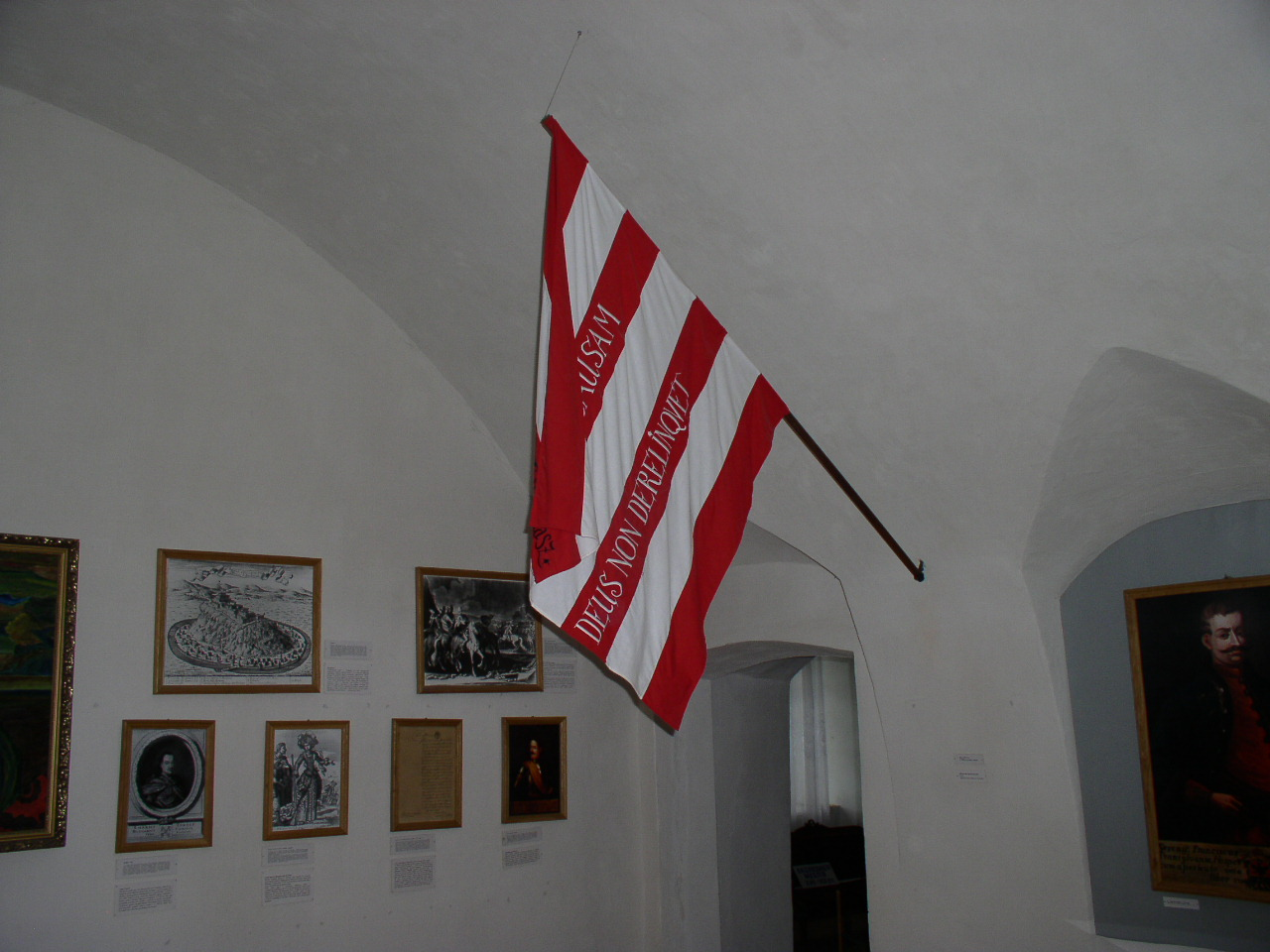
Magyar történelmi emlékek a munkácsi vármúzeumban

### Néphagyományok, népművészet
- Nagyberegen és Kígyóson ma is sok asszony foglalkozik a híres beregi szőttes készítésével

### Múzeumok, kiállítóhelyek
- Ungvár:
  - Kárpátaljai Helytörténeti Múzeum – részben magyar történelmi vonatkozású
  - Boksay József Kárpátaljai Megyei Szépművészeti Múzeum – részben magyar művészeti vonatkozású
  - Szabadtéri néprajzi múzeum – benne egy magyar parasztporta Viskről
- Beregszász: Beregvidéki Múzeum – magyar helytörténeti, művészeti gyűjtemény
- Munkács: Vármúzeum – részben magyar történelmi vonatkozású
- Tiszabökény: Tiszaháti Tájmúzeum, a kárpátaljai magyarság szabadtéri néprajzi múzeuma
- Visk: magyar tájház

### Műemlékek

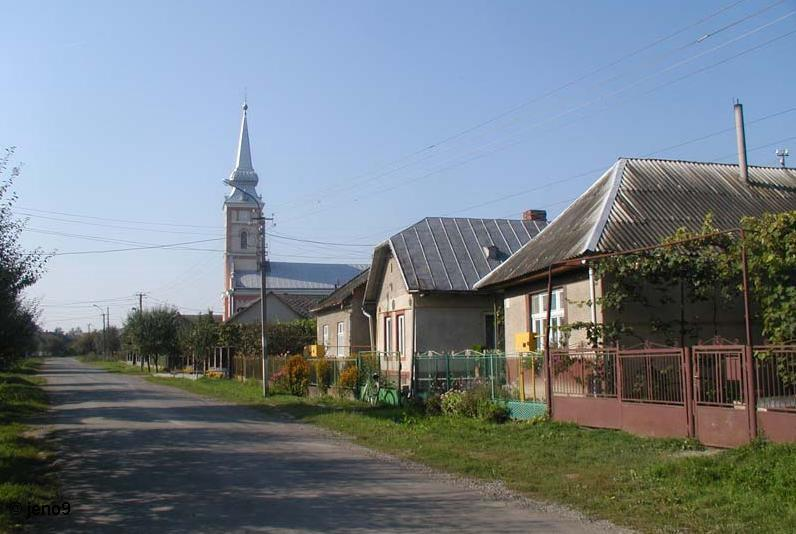
Tipikus kárpátaljai magyar falu (Tiszasalamon)

Hollósy Simon mellszobra Técső központjában

#### Templomok
Kárpátalján számos román kori templomot találhatunk, ezek közül a legjelentősebb az Ungvár egyik külvárosában álló gerényi rotunda (körtemplom), itt találhatóak Kárpátalja legszebb középkori freskói.
A gótikus stílus szép emléke a beregszászi katolikus templom és a munkácsi Szent Mihály-kápolna.
A barokk stílus legjelentősebb magyar emléke az ungvári püspöki székesegyház.
A falusi templomok közül a festett fakazettás mennyezetű templomok a leglátványosabbak. A legszebbek Csetfalván, Szalókán, Visken és Técsőn találhatóak.
A templomok jelentős része a szovjet időben nem működhetett eredeti funkciójában, sokszor ateista múzeumnak vagy raktárnak használták azokat. Az 1991-es rendszerváltás után visszanyerték eredeti funkciójukat, és az anyagi forrásokhoz mérten elkezdődött felújításuk.

#### Várak, erődök
A régió építészetében a legnagyobb múltja a váraknak van. A ma is álló két legjelentősebb, a munkácsi és az ungvári vár Kárpátalja fő turisztikai látnivalói közé tartoznak. Ezenkívül sokfelé láthatóak várromok, közülük érdekes látnivalóként szolgál a huszti vár, a nagyszőlősi Kankó vár (Ugocsavár), a királyházai Nyalábvár, valamint a nevickei, szerednyei, kovászói és dolhai vár romjai.

#### Kastélyok
Kárpátalján számos kastély található. Ezek közül némelyik fontos történelmi vagy kultúrtörténeti nevezetesség. A kastélyok közül a beregvári Schönborn-kastély a legszebb, de érdemes megnézni a nagyszőlősi Perényi-kastélyt, a beregszentmiklósi Telegdi-Rákóczi-kastélyt, a beregszászi Bethlen–Rákóczi-kastélyt és a munkácsi Rákóczi-kastélyt („Fehér ház”) is.

#### Köztéri szobrok, emlékművek és emléktáblák
Magyar vonatkozású köztéri szobrot csak kevés helyen lehet találni. Ilyenek Ungvár, Munkács, Beregszász, Técső, Aknaszlatina. A legtöbb magyar vonatkozású emléktábla Beregszászon van.
Kárpátalja számos településén találhatóak I. és II. világháborús katonai temetők vagy sírok, ahol magyar, német, ukrán és orosz katonák nyugszanak.
A sztálinizmus és a málenykij robot áldozataira emlékezve minden kárpátaljai magyar településeken található emlékmű vagy kopjafa. A sok ezer magyarságáért meggyilkolt kárpátaljai központi emlékműve Szolyván, az egykori gyűjtőtábor helyén kialakított emlékparkban található.

#### Temetők
A kárpátaljai magyar temetők közül a beregszászi érdemel kiemelt figyelmet.

### Történelmi emlékhelyek, bemutatóhelyek
A legfontosabb magyar vonatkozású történelmi emlékhelyek a Vereckei-hágóban található millecentenáriumi emlékmű, a munkácsi vár, a tiszaújlaki Turul-emlékmű  és a tiszacsomai honfoglalási emlékpark.

### Fesztiválok, kulturális események
- Beregszászi Borfesztivál